# NASCAR Grand National Series 1963
De NASCAR Grand National Series 1963 was het 15e seizoen van het belangrijkste NASCAR kampioenschap dat in de Verenigde Staten gehouden wordt. Het seizoen startte op 4 november 1962 met een race in Birmingham, Alabama en eindigde op 3 november 1963 met de Golden State 400. Joe Weatherly won het kampioenschap.

## Races
Top drie resultaten.
| '  | Datum  | Race                       | Circuit                              | Winnaar           | Tweede           | Derde           |
| 1  | 4-nov  | Race 1                     | Fairgrounds Raceway1                 | Jim Paschal       | Richard Petty    | Buck Baker      |
| 2  | 11-nov | Race 2                     | Golden Gate Speedway2                | Richard Petty     | Jim Paschal      | Joe Weatherly   |
| 3  | 22-nov | Turkey Day 200             | Tar Heel Speedway3                   | Jim Paschal       | Joe Weatherly    | Tommy Irwin     |
| 4  | 20-jan | Riverside 500              | Riverside International Raceway      | Dan Gurney        | A.J. Foyt        | Troy Ruttman    |
| 5  | 22-feb | Daytona 500 Qualifier #1   | Daytona International Speedway       | Junior Johnson    | Paul Goldsmith   | A.J. Foyt       |
| 6  | 22-feb | Daytona 500 Qualifier #2   | Daytona International Speedway       | Johnny Rutherford | Rex White        | Fred Lorenzen   |
| 7  | 24-feb | Daytona 500                | Daytona International Speedway       | Tiny Lund         | Fred Lorenzen    | Ned Jarrett     |
| 8  | 2-mrt  | Race 8                     | Piedmont Interstate Fairgrounds      | Richard Petty     | Ned Jarrett      | Jim Paschal     |
| 9  | 3-mrt  | Race 9                     | Asheville-Weaverville Speedway       | Richard Petty     | Buck Baker       | Junior Johnson  |
| 10 | 10-mrt | Race 10                    | Occoneechee Speedway                 | Junior Johnson    | Jim Paschal      | Richard Petty   |
| 11 | 17-mrt | Atlanta 500                | Atlanta Motor Speedway               | Fred Lorenzen     | Fireball Roberts | Bobby Johns     |
| 12 | 24-mrt | Hickory 250                | Hickory Motor Speedway               | Junior Johnson    | Richard Petty    | Ned Jarrett     |
| 13 | 31-mrt | Southeastern 400           | Bristol Motor Speedway               | Fireball Roberts  | Fred Lorenzen    | Junior Johnson  |
| 14 | 4-apr  | Race 14                    | Augusta Speedway4                    | Ned Jarrett       | Richard Petty    | Curtis Crider   |
| 15 | 7-apr  | Richmond 250               | Richmond International Raceway       | Joe Weatherly     | Ned Jarrett      | Rex White       |
| 16 | 13-apr | Greenville 200             | Greenville-Pickens Speedway          | Buck Baker        | Ned Jarrett      | G.C. Spencer    |
| 17 | 14-apr | South Boston 400           | South Boston Speedway                | Richard Petty     | Jim Paschal      | Ned Jarrett     |
| 18 | 15-apr | Race 18                    | Bowman Gray Stadium                  | Jim Paschal       | Fred Harb        | Larry Thomas    |
| 19 | 21-apr | Virginia 500               | Martinsville Speedway                | Richard Petty     | Tiny Lund        | Darel Dieringer |
| 20 | 28-apr | Gwyn Staley 400            | North Wilkesboro Speedway            | Richard Petty     | Fred Lorenzen    | Tiny Lund       |
| 21 | 2-mei  | Columbia 200               | Columbia Speedway                    | Richard Petty     | Buck Baker       | Ned Jarrett     |
| 22 | 5-mei  | Race 22                    | Tar Heel Speedway3                   | Jim Paschal       | Joe Weatherly    | Ned Jarrett     |
| 23 | 11-mei | Rebel 300                  | Darlington Raceway                   | Joe Weatherly     | Fireball Roberts | Richard Petty   |
| 24 | 18-mei | Race 24                    | Old Dominion Speedway5               | Richard Petty     | Ned Jarrett      | Jim Paschal     |
| 25 | 19-mei | Race 25                    | Southside Speedway6                  | Ned Jarrett       | Richard Petty    | Larry Thomas    |
| 26 | 2-jun  | World 600                  | Charlotte Motor Speedway             | Fred Lorenzen     | Junior Johnson   | Rex White       |
| 27 | 9-jun  | Race 27                    | Fairgrounds Raceway1                 | Richard Petty     | Junior Johnson   | Buck Baker      |
| 28 | 30-jun | Dixie 400                  | Atlanta Motor Speedway               | Junior Johnson    | Fred Lorenzen    | Marvin Panch    |
| 29 | 4-jul  | Firecracker 400            | Daytona International Speedway       | Fireball Roberts  | Fred Lorenzen    | Marvin Panch    |
| 30 | 7-jul  | Speedorama 200             | Rambi Raceway7                       | Ned Jarrett       | Buck Baker       | Joe Weatherly   |
| 31 | 10-jul | Race 31                    | Savannah Speedway                    | Ned Jarrett       | David Pearson    | Jimmy Pardue    |
| 32 | 11-jul | Race 32                    | Dog Track Speedway8                  | Jimmy Pardue      | Ned Jarrett      | Buck Baker      |
| 33 | 13-jul | Race 33                    | Bowman Gray Stadium                  | Glen Wood         | Ned Jarrett      | Buck Baker      |
| 34 | 14-jul | Race 34                    | New Asheville Speedway               | Ned Jarrett       | Richard Petty    | David Pearson   |
| 35 | 19-jul | Race 35                    | Old Bridge Stadium9                  | Fireball Roberts  | Rex White        | Fred Lorenzen   |
| 36 | 21-jul | Race 36                    | Bridgehampton Raceway10              | Richard Petty     | Fred Lorenzen    | Marvin Panch    |
| 37 | 28-jul | Volunteer 500              | Bristol Motor Speedway               | Fred Lorenzen     | Richard Petty    | Jim Paschal     |
| 38 | 30-jul | Pickens 200                | Greenville-Pickens Speedway          | Richard Petty     | Ned Jarrett      | Buck Baker      |
| 39 | 4-aug  | Nashville 400              | Music City Motorplex                 | Jim Paschal       | Billy Wade       | Joe Weatherly   |
| 40 | 8-aug  | Sandlapper 200             | Columbia Speedway                    | Richard Petty     | David Pearson    | Bobby Isaac     |
| 41 | 11-aug | Western North Carolina 500 | Asheville-Weaverville Speedway       | Fred Lorenzen     | Richard Petty    | Jim Paschal     |
| 42 | 14-aug | Race 42                    | Piedmont Interstate Fairgrounds      | Ned Jarrett       | Richard Petty    | Buck Baker      |
| 43 | 16-aug | International 200          | Bowman Gray Stadium                  | Junior Johnson    | Richard Petty    | Glen Wood       |
| 44 | 18-aug | Mountaineer 300            | West Virginia International Speedway | Fred Lorenzen     | Joe Weatherly    | Jim Paschal     |
| 45 | 2-sep  | Southern 500               | Darlington Raceway                   | Fireball Roberts  | Marvin Panch     | Fred Lorenzen   |
| 46 | 6-sep  | Buddy Shuman 250           | Hickory Motor Speedway               | Junior Johnson    | G.C. Spencer     | Bob Welborn     |
| 47 | 8-sep  | Capital City 300           | Richmond International Raceway       | Ned Jarrett       | Rex White        | Larry Frank     |
| 48 | 22-sep | Old Dominion 500           | Martinsville Speedway                | Fred Lorenzen     | Marvin Panch     | Joe Weatherly   |
| 49 | 24-sep | Race 49                    | Dog Track Speedway8                  | Ned Jarrett       | Joe Weatherly    | David Pearson   |
| 50 | 19-sep | Wilkes 250                 | North Wilkesboro Speedway            | Marvin Panch      | Fred Lorenzen    | Nelson Stacy    |
| 51 | 5-okt  | Race 51                    | Tar Heel Speedway3                   | Richard Petty     | Joe Weatherly    | Bob Welborn     |
| 52 | 13-okt | National 400               | Charlotte Motor Speedway             | Junior Johnson    | Fred Lorenzen    | Marvin Panch    |
| 53 | 20-okt | South Boston 400           | South Boston Speedway                | Richard Petty     | David Pearson    | Joe Weatherly   |
| 54 | 27-okt | Race 54                    | Occoneechee Speedway                 | Joe Weatherly     | Bob Welborn      | Doug Cooper     |
| 55 | 3-nov  | Golden State 400           | Riverside International Raceway      | Darel Dieringer   | Dave MacDonald   | Marvin Panch    |

- 1 Er werden tussen 1958 en 1968 acht races gehouden in Birmingham, Alabama op de Fairgrounds Raceway.
- 2 Er werd in 1963 eenmalig een race gehouden in Tampa op de Golden Gate Speedway.
- 3 Er werden in 1963 drie races gehouden in Randleman op de Tar Heel Speedway.
- 4 Er werden tussen 1962 en 1969 twaalf races gehouden in Augusta op de Augusta Speedway.
- 5 Er werden tussen 1958 en 1966 zeven races gehouden in Manassas op de Old Dominion Speedway.
- 6 Er werden tussen 1961 en 1963 vier races gehouden in Richmond op de Southside Speedway.
- 7 Er werden tussen 1958 en 1965 negen races gehouden in Myrtle Beach op de Rambi Raceway.
- 8 Er werden tussen 1962 en 1966 zeven races gehouden in Currituck County op de Dog Track Speedway.
- 9 Er werden tussen 1956 en 1965 zes races gehouden in Old Bridge op de Old Bridge Stadium.
- 10 Er werden tussen 1958 en 1966 vier races gehouden in Bridgehampton op de Bridgehampton Raceway.

## Eindstand - Top 10
| 1  | Joe Weatherly    | 33398 |
| 2  | Richard Petty    | 31170 |
| 3  | Fred Lorenzen    | 29684 |
| 4  | Ned Jarrett      | 27214 |
| 5  | Fireball Roberts | 22642 |
| 6  | Jimmy Pardue     | 22228 |
| 7  | Darel Dieringer  | 21418 |
| 8  | David Pearson    | 21156 |
| 9  | Rex White        | 20976 |
| 10 | Tiny Lund        | 19624 |